# تراجنسیت‌هراسی
تراجنسیت‌هراسی یا ترنس‌هراسی (به انگلیسی: Transphobia) به معنی ترس بی‌مورد یا نفرت شدید همراه با غرض‌ورزی نسبت به افراد تراجنسیتی است. تراجنسیت‌هراسی طیف وسیعی از کلیشه‌ها، تعصبات و تبعیض‌ها است که افراد در نگرش یا رفتار خود به شکل عمدی یا غیرعمدی علیه تراجنسیتی‌ها  اعمال میکنند. نقطه مشترک تمام اشکال تراجنسیت‌هراسی انکار و رد هویت جنسیتی افراد ترنس و نا‌موجه نشان‌دادن آن‌ها است. ترنس‌هراسی خشن می‌تواند باعث آسیب های فیزیکی به افراد تراجنسیتی شود یا به‌صورت آسیب‌های ثانویه مثل مشکلات‌روانی، افسردگی یا حتی خودکشی ظهور کند.

## نمونه‌های تراجنسیت‌هراسی در مراکز درمانی
در سال ۱۹۹۶ رابرت ایدس ۵۰ ساله که دچار سرطان تخمدان بود، به پزشک مراجعه کرد ولی ۱۲ پزشک به بهانه آزردگی سایر بیماران از ظهور یک فرد ترنس از درمان این فرد سر باز زدند. مورد دیگر خانم تایرا هانتی تراجنسیتی ۲۵ ساله‌ای بود که در سال ۱۹۹۵ در اثر یک حادثه رانندگی مجروح شد. یکی از ماموران اورژانس که متوجه آلت مردانه او شده بود برای دقایقی مراقبت را رها کرد و شروع به تمسخر آلت او کرد. تایرا هانتی عصر آن روز در بیمارستان درگذشت. مادر تایرا علیه کارکنان اورژانس شکایت کرده که منجر به محکومیت آنان شد.

سال ۲۰۱۱ در ایالات متحده، مرکز حمایت از افراد تراجنسیتی طی یک بررسی نتیجه گرفت که ۱۹٪ تراجنسیتی‌ها از مراکز درمانی طرد می‌شوند چون مراکز درمانی از مداوای این افراد خودداری می‌کنند.

## تراجنسیت‌هراسی در محل کار
بعضی تراجنسیتی‌ها زمانی که برای تطبیق جنسیت اقدام می‌کنند شغل خود را از دست می‌دهند. در سال ۱۹۹۹ دو بنگاه خبری سان‌فرانسیسکو کرانیکل و آسوشیتدپرس گزارش دادند که در بررسی وزارت بهداشت سان‌فرانسیسکو مشخص شد سالانه ۷۰٪ از افراد تراجنسیتی از محل کار تنها به دلیل تراجنسیتی بودن اخراج می‌شوند. در بخشی از همین گزارش،  ۳۲۹ زن ترنس و ۱۲۳ مرد ترنس مورد بررسی قرارگرفته بودند که در بین آن‌ها تنها ۴۰٪ زنان ترنس توانسته بودند مشغول به کار شوند یا در کار سابق خود باقی بمانند. البته در این زمینه وضع مردان ترنس با نرخ ۸۱٪ بهتر بود.
همچنین ۴۶٪ از زنان ترنس و ۵۷٪ مردان ترنس اذعان کردند، صاحبکاران بین آن‌ها و دیگران تبعیض قائل می‌شود.
در بعضی از کشورها و ایالت‌ها قوانینی برای جلوگیری از تبعیض علیه تراجنسیتی‌ها نوشته شده‌است که کارفرما را ملزم به رفتار عادلانه می‌کند ولی صاحب‌کاران سنتی کماکان با بهانه های واهی دست به رفتارهای تبعیض‌آمیز می‌زنند، به عنوان مثال فرد را به خاطر تاخیر در ورود بدون هیچ اخطاری اخراج می‌کنند. سال ۲۰۰۰ یک فروشگاه‌های زنجیره‌ای ویندیکسی در جنوب آمریکا کارمند قدیمی خود به نام پیتر اویلی را اخراج کرد. این فرد با تمام سابقه و تشویق‌هایی که در طول کار خود گرفته بود تنها به دلیل اینکه در بیرون از محیط کار پوشش خود را عوض می‌کرد اخراج شد. اتحادیه آزادی‌های مدنی آمریکا یک شکایت علیه مدیر فروشگاه ویندیکسی تنظیم کرد ولی در دادگاه رد شد.

## تبعیض
بر طبق تعریف بلومنفلد در سال ۱۹۹۲ تبعیض علیه تراجنسیتی‌ها ممکن است به ۴ صورت بروز پیدا کند.
۱. این تبعیض در ذهن فرد نسبت به تراجنسیتی‌ها ایجاد شود ولی نمود بیرونی نداشته باشد.
۲. رفتار تبعیض‌آمیز علیه تراجنسیتی‌ها به صورت بیرونی بروز پیدا کند و به یک فرد تراجنسیتی، آسیب بزند.
۳. رفتار تبعیض‌آمیز در قوانین دولتی، بخش‌های آموزشی، بیمارستان‌ها و قوانین دینی علیه تراجنسیتی‌ها اعمال شود
۴. رفتار تبعیض‌آمیز در کل جامعه باشد و به صورت یک فرهنگ ریشه‌ای در جامعه وجود داشته باشد.

## تراجنسیت‌هراسی در گروه‌های اجتماعی
بعضی از گروه‌های فعال اجتماعی نیز نسبت به افراد تراجنسیتی رفتار تبعیض‌آمیز نشان می‌دهند. به عنوان مثال گاهی زنان ترنس از ورود به جمع‌های زنانۀ فعال اجتماعی محروم می‌شوند. سال ۱۹۹۱ در بیست‌و‌پنجمین دوره جشنوارۀ موسیقی Michigan Womyn (فستیوال موسیقی که توسط فمینیست‌ها برای حمایت از زنان برگزار می‌شود) نانسی ژان بورکولدر (یکی از فعالان فمینیست) یک زن ترنس را از این جشنواره بیرون انداخته بود، زیرا اعتقاد داشت این فرد یک زن به دنیا نیامده است.
در این فستیوال، آهنگی به نام زنان، زن متولد می‌شوند اجرا شد که رفتاری تبعیض‌آمیز نسبت به زنان ترنس بود این درحالی است که زنان ترنس، توسط سازمان‌های بین‌المللی از جمله سازمان ملل متحد، سازمان بهداشت جهانی، انجمن روان‌شناسی آمریکا و بسیاری از دولت‌های غربی، چه قبل از جراحی تطبیق جنسیت و چه بعد از آن، به عنوان زن شناخته می‌شوند. همچنین اکثر اندیشمندان فمینیست، زنان ترنس را زن می دانند و مخالفت با این گزاره را مصداق بارز ترنس‌هراسی و زن‌ستیزی به شمار می‌آورند.

## در ایران
در نبود آموزش‌های مرتبط با افراد تراجنسیتی در جامعه ایران وضعیت ترنس‌هراسی در ایران برخلاف تصور های موجود به شکلی ریشه‌ای در جامعه و در قوانین وجود دارد.

### قانون و تبعیض علیه تراجنسیتی‌ها
افراد تراجنسیتی در ایران به‌عنوان بیمار های جنسی شناخته می‌شوند، برای مثال بند دال از ماده 3 قانون حمایت از اطفال و نوجوانان مصوب سال 97، کودکان ترنس را کودکان دارای اختلال هویت جنسی معرفی کرده است. این بیماری انگاری در تمامی تبلیغات و قوانین دولتی برای سوق دادن افراد تراجنسیتی و حتی همجنسگرایان به تغییر جنسیت تحمیلی (متفاوت با تطبیق جنسیت ترجیحی) وجود دارد. تبلیغات دولتی در ایران تنها فرد تراجنسیتی که مراحل تطبیق جنسیت را به‌صورت کامل انجام داده باشد موجه جلوه می‌دهد، درصورتی‌که بخش قابل توجهی از افراد تراجنسیتی هیچ‌گاه مایل به انجام تمام مراحل تطبیق جنسیت نیستند، به خصوص تغییرات در اندام جنسی. ولی برخی مشاوران دولتی تکمیل تمام مراحل تطبیق جنسیت را تنها راه موجود جلوه می‌دهند و بخشی از افراد تراجنسیتی را به سمت تغییر جنسیت تحمیلی(نه تطبیق جنسیت) می‌برند. این رویکرد بیمار انگارانه نسبت به افراد تراجنسیتی خود نمونه‌ای از ترنس‌هراسی موجود در جامعه ایران است.
به عنوان مثال در سال ۸۶ یک مرد ترنس که پس از دریافت مجوز جراحی تطبیق جنسیت و همچنین تاییدیه نیروی انتظامی برای تغییر در پوشش، از دانشگاه به علت پوشش پسرانۀ خود اخراج شد، چون هنوز مراحل تطبیق جنسیت را به‌طور کامل طی نکرده بود.

### مراکز درمانی و تبعیض علیه تراجنسیتی‌ها
در مراکز درمانی نیز کمابیش رفتار تبعیض‌آمیزی نسبت به این افراد انجام می‌شود. این رفتار بیشتر در مراکز زیبایی علیه تراجنسیتی‌ها انجام می‌شود. بعضی از این مراکز از پذیرش افراد تراجنسیتی که اقدام به لیزردرمانی می‌کنند خودداری می‌کنند یا حتی دیده شده که تعدادی از پزشکان و مراکز درمانی نیز از پذیرش تراجنسیتی خودداری می‌کنند.

### فرهنگ و تبعیض علیه تراجنسیتی
فرهنگ غالب در ایران، تراجنسیتی بودن را به عنوان یک انحراف جنسی تصور می‌کند و خانواده‌ها با آنها به صورت قهری برخورد می‌کنند. اکثر خانواده‌ها در صورت مواجه شدن با یک فرد تراجنسیتی در خانواده اقدام به سرکوب، طرد یا حتی کشتن فرد می‌کنند. شهریار کهن زاد در کتاب خود به یکی از این موارد اشاره می‌کند که مینا یکی از مراجعین او، توسط پدر و برادرانش، تنها به دلیل تراجنسیتی بودن به قتل می‌رسد.